# NGC 5659
NGC 5659 is een spiraalvormig sterrenstelsel in het sterrenbeeld Ossenhoeder. Het hemelobject werd op 22 mei 1830 ontdekt door de Britse astronoom John Herschel.

## Synoniemen
- UGC 9342
- MCG 4-34-44
- ZWG 133.82
- PGC 51875